# 1923 en aéronautique
Chronologie de l'aéronautique
- 1919
- 1920
- 1921
- 1922
- 1923
- 1924
- 1925
- 1926
- 1927

Cet article présente les faits marquants de l'année 1923 en aéronautique.

## Évènements
- Date précise inconnue. L'Allemand Hermann Oberth publie Die Rakete Zu des Planeten-Dumen (Les fusées vers l'espace), ouvrage pionnier dans la propulsion par fusées.

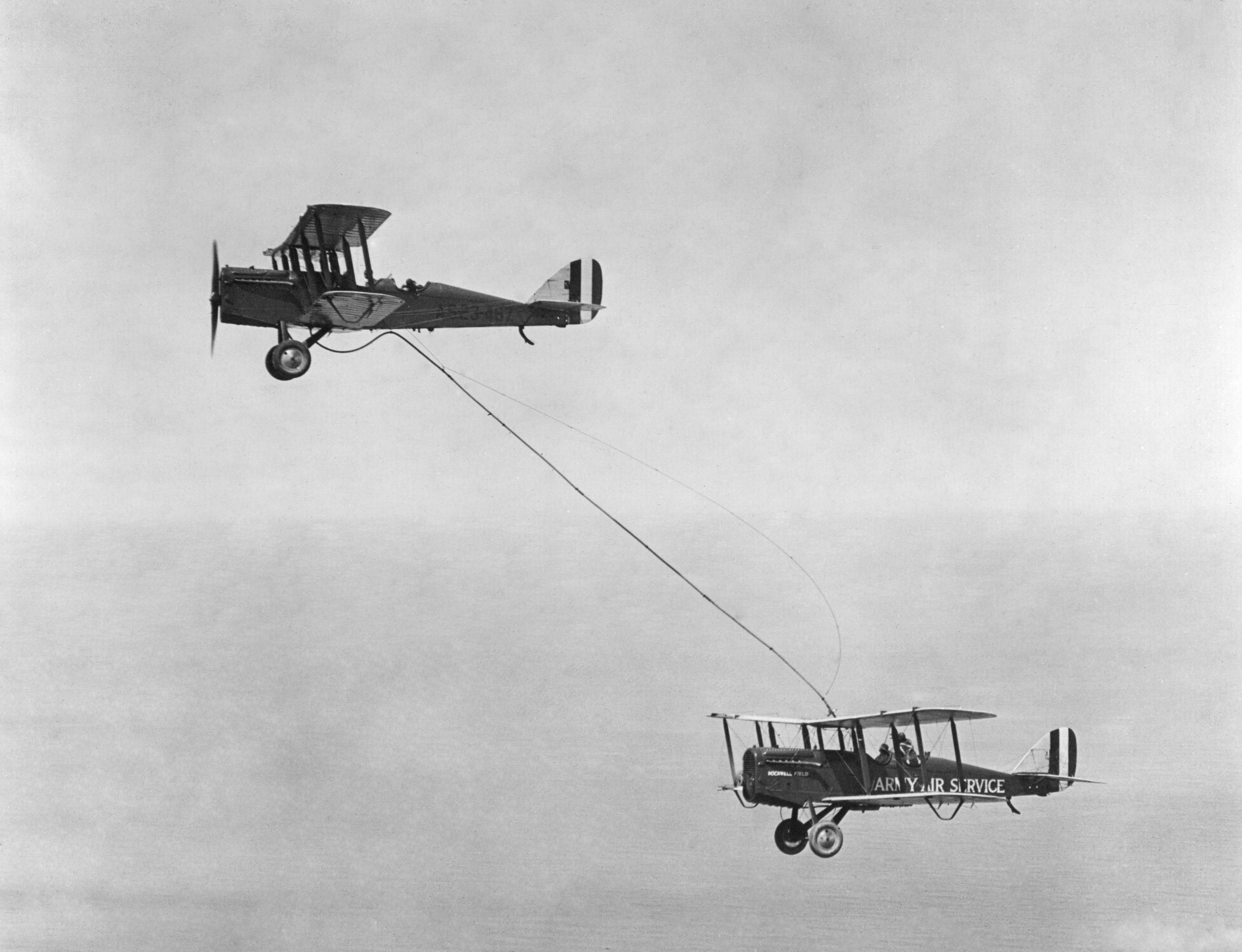
26 juin : Premiers essais de ravitaillement en vol

### Janvier
- 1er janvier : fondation de la compagnie aérienne française Air Union par fusion de la Compagnie des messageries aériennes (CMA, fondée en 1919) et des Compagnie des grands express aériens (CGEA).
- 3 janvier : le pilote français Thoret tient l'air à Delouatt 7 heures et 3 minutes sans avoir recours au moteur (hélice calée) sur un Hanriot HD-14, à savoir un appareil biplan d’apprentissage de plus de 600 kg équipé d'un moteur Gnome Rhône de 80 cv de puissance[1].
- 9 janvier : l'Espagnol Juan de La Cierva réussit son premier vol en autogire, qu'il a mis au point.
- 29 janvier : tous les records d'aviation de l'année 1922 et de janvier 1923 étaient contrôlés par l'Aéro-Club de France. À compter de ce jour, la Fédération aéronautique internationale prend le relais.
- 29 janvier : Alexis Maneyrol établit le nouveau record de durée des alérions avec un appareil Peyret, contrôlé officiellement par MM. Gaudichard et Nessler : huit heures et cinq minutes[2].

### Février
- 15 février : Le 15 février 1923, avec un monoplan de course, à savoir un Nieuport-Delage Sesquiplan NiD-42 S à moteur Hispano 8 Fb de 300 chevaux, Joseph Sadi Lecointe va établir un record de vitesse, à Istres: 375,132 kilomètres par heure[3].

- 25 février au 1er mai : le pilote britannique Alan Cobham remporte le « Britannia Challenge Trophy » pour son vol de Londres à Londres via l'Europe, l'Afrique et le Proche-Orient, soit environ 20 000 km en 130 heures de vol.

### Mars
- 9 mars : fondation de l'entreprise Construcciones Aeronáuticas Sociedad Anónima à Séville (Espagne)
- 14 mars : Lénine fonde en Union soviétique la compagnie aérienne nationale Drobolet, future Aeroflot (1932).
- 29 mars : le pilote américain A. Pearson bat le record du monde de vitesse (380,571 km/h) sur un « Curtiss R6 ».

### Avril
- 2 avril : premier vol du « Wright H3 ».
- 16 au 17 avril : un équipage américain (Kelly et Macready) bat le record de durée de vol : 36 heures et 04 minutes, sur un « Fokker Liberty ».

### Mai
- 2 au 3 mai : les lieutenants Oakley Kelly et John MacReady (sur Fokker T-2 baptisé « Non Stop Coast to Coast ») réalisent la première traversée transcontinentale des États-Unis sans escale en 26 h 50 min. Ils obtiennent le trophée Mackay (en) pour cet exploit.
- 3 au 5 mai : mission de reconnaissance le long de la côte africaine entre Casablanca et Dakar afin de mettre en place une ligne postale de la compagnie française Latécoère. Trois Breguet XIV effectuent ces vols.
- 23 mai: Fondation de la compagnie aérienne nationale belge Sabena (pour Société Anonyme Belge d’Exploitation de la Navigation Aérienne). Elle fera faillite en 2001.

### Juin
- 1er juin : le Franco-Argentin Raúl Pateras Pescara réalise un vol de 86 mètres sur un hélicoptère de sa fabrication.
- 7 juin : Raul Pescara réalise un vol de 121 mètres sur un hélicoptère de sa fabrication.
- 20 juin : premier vol de l'avion français « Gallaudet CO », tout métal.
- 23 juin : le lieutenant Jean Casale se tue dans un accident d'avion, Gaston Boulet, son mécanicien, qui l'accompagnait dans son voyage sort indemne du crash de leur Blériot 115[4].
- 26 juin : le premier ravitaillement en vol est réussi à San Diego (Californie).

### Juillet
- premier vol du Gerhardt Cycleplane.

- 25 juillet : premier vol du « de Havilland DH.42 Dormouse ».
- 30 juillet : premier vol du de Havilland DH.50.

### Août
- 2 août : Raul Pescara réalise un vol de 305 mètres sur un hélicoptère de sa fabrication.
- 23 août : premier vol du prototype de chasse soviétique Polikarpov I-1.

### Septembre
- Septembre : premier vol du « de Havilland DH.53 Humming Bird ».
- 2 septembre : premier voyage de nuit avec passagers entre Paris et Strasbourg de Noguès et Guidon.
- 4 septembre : l’adjudant Bonnet gagne la Coupe Lamblin, course à handicap, avec un avion Nieuport[5].
- 5 septembre : le pilote français Sadi-Lecointe bat le record d'altitude : 10 742 mètres sur un « Nieuport ».
- 23 septembre : le pilote américain J.H. Doolittle bat le record d'altitude : 11 308,8 mètres.
- 28 septembre : David Rittenhouse remporte la coupe Schneider à Cowes sur un Curtiss CR-3 (vitesse moyenne de 285,457 km/h).

### Octobre
- 30 octobre : un nouveau record d'altitude en aéroplane est établi en ce jour par Joseph Sadi Lecointe, le Français montant à 11 145 mètres avec un biplan Nieuport-Delage NiD.40R, à moteur Hispano-Suiza 8 Fb, de 300 chevaux de puissance, à Issy-les-Moulineaux[6].

### Novembre
- 4 novembre : le pilote américain A.J. Williams bat le record de vitesse pure : 429,925 km/h, sur un « Curtiss R2C-1 ».
- 13 novembre : Denyse Collin teste avec succès un parachute de 3,500 kilogrammes et de 12 à 14 litres d'encombrement mis au point par M. Ors, à Issy-les-Moulineaux, se jetant dans le vide à 350 mètres d’altitude[7].
- 22 novembre : essais de Raul Pescara sur ses hélicoptères. 1er essai : il tient l'air 24 secondes. 2e essai : 2 minutes et 39 secondes. 3e essai : 39 secondes.
- 29 novembre : essais de Raul Pescara sur ses hélicoptères. Six essais, dont un vol de 4 minutes et 13 secondes.

### Décembre
- 21 décembre : le dirigeable français Dixmude disparaît en Méditerranée au large des côtes siciliennes en raison d'un orage. Aucun survivant parmi les 52 personnes présentes à bord. Tous les membres de l'équipage reçurent, pour la première fois dans l'histoire de l'institution, la Légion d'honneur à titre posthume.